# Люзенков, Ярослав Игоревич
Ярослав Игоревич Люзенков (род. 12 февраля 1978, Новосибирск) — российский хоккеист, нападающий; тренер.

## Биография
Отец — мастер спорта по гандболу, есть старший брат. В детстве занимался борьбой, плаванием, футболом. Начал заниматься хоккеем в школе новосибирского «Спартака», первый тренер — Александр Александрович Пузырьков. В 16 лет вместе с Львом Крутохвостовым был приглашён в московские «Крылья Советов». С сезона 1994/95 играл за вторую команду, в следующем сезоне дебютировал в чемпионате МХЛ. По ходу сезона 1998/99 перешёл в «Сибирь». В 2001 году получал приглашение из новокузнецкого «Металлурга», был на просмотре в ЦСКА и в «Торпедо» Нижний Новгород, но перешёл в подольский «Витязь». Выступал за клубы ХК МВД (2004/05),
«Амур» Хабаровск (2005/06), «Кристалл» Электросталь (2006/07), «Казахмыс» Сатпаев (Казахстан, 2006/07).
В 2010—2013 годах — тренер команды «Сибирь» 1998 г. р. Тренер (2013/14 — 2014/15), главный тренер (2015/16 — 2018/19) команды МХЛ «Сибирские снайперы». Тренер юниорской сборной России на чемпионате мира 2015. Главный тренер команд МХЛ МХК «Динамо» Москва (2019/20 — 2021/22) и «Локо» Ярославль (2022/23). В сезоне 2023/24 — главный тренер (до 23 ноября), затем — тренер команды ВХЛ «Динамо» СПб.
31 мая 2024 года «Сибирь» объявила, что Люзенков назначен ассистентом главного тренера Вадима Епанчинцева.
Сын Даниил и племянник Илья также хоккеисты.